# Wereldkampioenschappen openwaterzwemmen 2004
De Wereldkampioenschappen openwaterzwemmen 2004 werden gehouden van 27 november tot en met 2 december 2004 in Dubai, Verenigde Arabische Emiraten.

## Medaillespiegel
| Plaats | Land                | Goud | Zilver | Brons | Totaal |
| 1      | Duitsland           | 3    | 2      | 0     | 5      |
| 2      | Australië           | 2    | 0      | 2     | 4      |
| 3      | Rusland             | 1    | 2      | 3     | 6      |
| 4      | Tsjechië            | 0    | 1      | 0     | 1      |
| 4      | Verenigd Koninkrijk | 0    | 1      | 0     | 1      |
| 4      | Nederland           | 0    | 1      | 0     | 1      |
| 7      | Verenigde Staten    | 0    | 0      | 1     | 1      |
| Totaal | Totaal              | 6    | 6      | 6     | 18     |

## Podia

### Mannen
| Afstand:                    | Goud:                    | Tijd    | Zilver:                          | Tijd    | Brons:                       | Tijd    |
| Mannen 5 kilometer details  | Grant Cleland Australië  | 56.52   | Christian Hein Duitsland         | 56.54   | Josh Santacaterina Australië | 56.55   |
| Mannen 10 kilometer details | Thomas Lurz Duitsland    | 1:54.38 | Alan Bircher Verenigd Koninkrijk | 1:54.44 | Danill Serebrennikov Rusland | 1:55.02 |
| Mannen 25 kilometer details | Brendan Capell Australië | 5:05.39 | Joeri Koedinov Rusland           | 5:07.05 | Jevgeni Kosjkarov Rusland    | 5:07.59 |

### Vrouwen
| Afstand:                     | Goud:                    | Tijd    | Zilver:                  | Tijd    | Brons:                        | Tijd    |
| Vrouwen 5 kilometer details  | Larisa Iltsjenko Rusland | 1:03.11 | Ksenia Popova Rusland    | 1:03.43 | Sara Mclarty Verenigde Staten | 1:03.52 |
| Vrouwen 10 kilometer details | Britta Kamrau Duitsland  | 2:07.51 | Jana Pechanova Tsjechië  | 2:07.52 | Lauren Arndt Australië        | 2:07.53 |
| Vrouwen 25 kilometer details | Britta Kamrau Duitsland  | 5:43.09 | Edith van Dijk Nederland | 5:43.09 | Natalia Pankina Rusland       | 5:43.14 |